# Durbec de la Xina
El durbec de la Xina (Eophona migratoria) és una espècie d'ocell de la família dels fringíl·lids (Fringillidae) que habita boscos perennifolis i de bambú i terres de conreu del sud-est de Sibèria, nord de Corea i centre i est de la Xina.

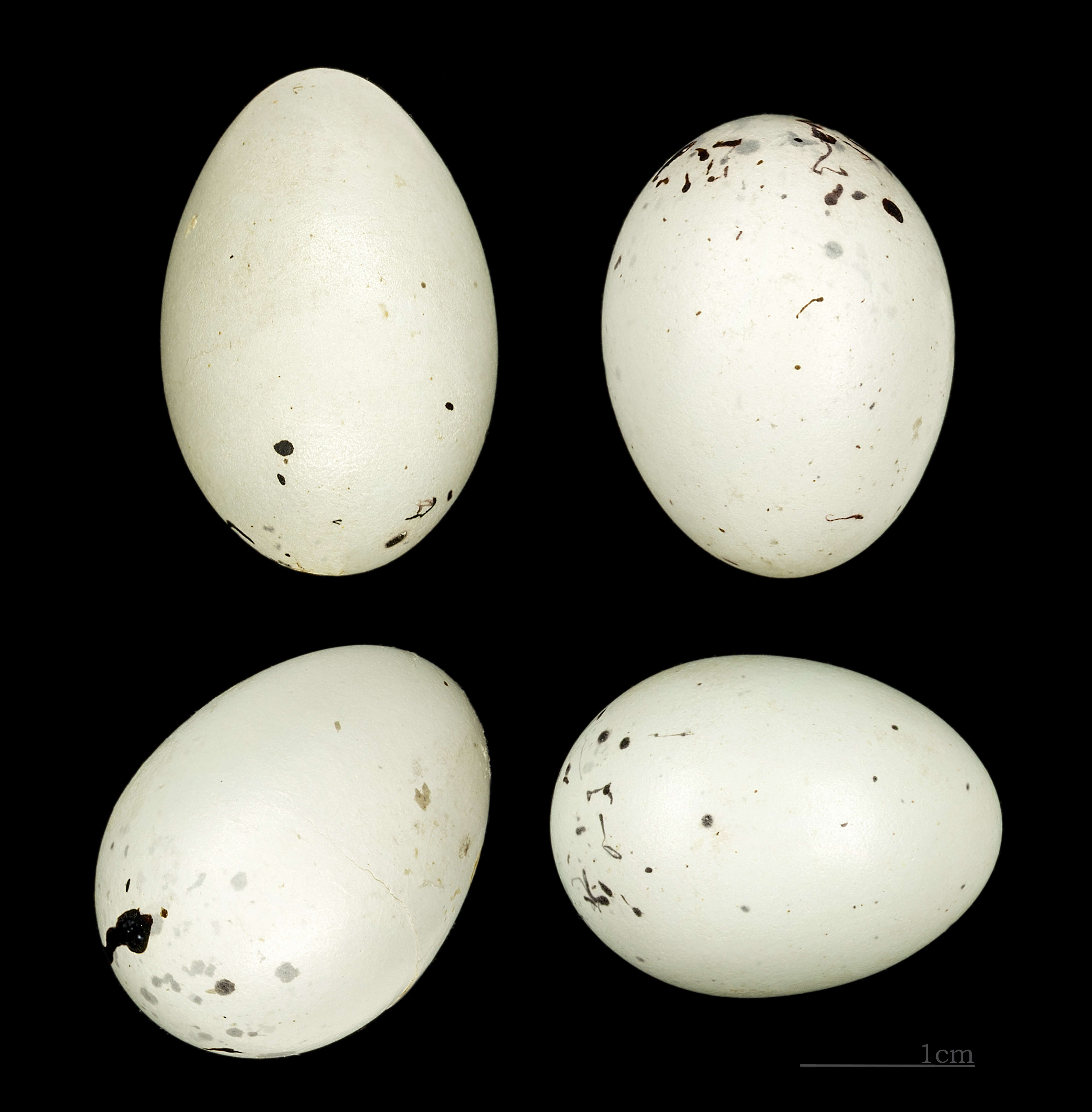
Ous